# James Thorp
James S. Thorp (7 février 1937 - 2 mai 2018) est le chef du département de génie électrique et informatique de Bradley à Virginia Tech. Il est professeur émérite et professeur de recherche Hugh P. et Ethel C. Kelly. 

## Biographie
Il obtient tous ses diplômes (BS 1959, MS 1961 et Ph.D. 1962) de l'Université Cornell. Thorp est enseignant, chercheur et directeur pendant de nombreuses années de l'École de génie électrique et informatique de Cornell, où il travaille pendant 42 ans, de 1962 à 2004.
Avec son collègue professeur de Virginia Tech, Arun G. Phadke, Thorp reçoit la médaille Benjamin Franklin 2008 du Franklin Institute en génie électrique pour leurs contributions à l'industrie de l'énergie, en particulier les contrôleurs à microprocesseur dans les systèmes d'alimentation électrique qui réduisent considérablement l'occurrence et durée des coupures de courant. Il est élu à l'Académie nationale d'ingénierie des États-Unis en 1996 pour ses "contributions au développement de techniques numériques pour la protection, la surveillance et le contrôle des systèmes électriques"  et est également membre de l'IEEE (depuis 1989).